# 小英格兰
《小英格兰》是一部2013年潘德利斯·弗格里斯执导的希腊电影，改编自导演的妻子Ioanna Karystiani1997年创作的同名小说。赢得第17届上海影展金爵奖最佳影片、最佳导演、最佳女演员三项大奖。

## 剧情
故事讲述从战间期至1950年代，希腊安德勒斯岛上一对姐妹Orsa 和 Moscha与一名男子Spyros之间的爱恨纠葛。

## 角色
- Pinelopi Tsilika - Orsa
- Sofia Kokkali - Moscha，Orsa的妹妹
- Aneza Papadopoulou
- Andreas Constantinou - Spyros，海军中尉，Orsa喜爱的男人，但是却成为Moscha的丈夫
- Maximos Moumouris
- Vasilis Vasilakis
- Christos Kalavrouzos

## 评价
上海影展评委会给影片的评语：“这是一部感人的、完整的、在各个层面都制作精良的电影，它极具神秘气息，真实反映了希腊悠久的历史和那儿形形色色人物的生活。”给最佳导演奖的评委评语：“导演用精美绝伦的视听语言，将这部关乎人性的命运悲剧，演绎得极富魅力，每一个角色都在困境中寻找出口，每一次逆转都牵动人心。”给最佳女演员奖的评委评语：“佩内洛普-忒西丽卡细致入微、极具张力的完美表演是这部影片由始至终的灵魂，她将观众引入了她隐秘的内心世界，一步步从幸福走向了悲剧。”

## 获奖
希腊电影学院奖
- 最佳电影
- 最佳摄影
- 最佳艺术指导
- 最佳服装设计
- 最佳音效
- 最佳化妆

第17届上海国际电影节
- 最佳电影
- 最佳导演
- 最佳女演员：Pinelopi Tsilika